# 夏瀝澳
夏瀝澳是南澳州阿德萊德馬利仁市一個沿岸地區，距離阿德萊德市中心約21公里，人口約12,000。座落於聖文森特灣旁，北接馬連奴、東接楚治柏及西都柏、南接浪士帶。
夏瀝澳原先為一個小石灘，1837年南澳政治家夏瀝忠在尋找失物期間發現這個石灘，遂以自己名字為其命名。菲路河在夏瀝澳南端與聖文森特灣相連。北部的懸崖是夏瀝澳郊野公園的一部份，其中包括拉爾菲·大老教授在1877年發現懸崖頂上的冰川條紋，以及較早在1859年在其南邊40公里的英曼谷的塞爾溫岩（Selwyn's Rock）上發現類似條紋；為澳洲南部（岡瓦那大陸的一部份）的二疊紀冰川化提供了線索，海難上亦發現有大量漂礫。
夏瀝澳商場（Hallett Cove Shopping Centre）是區內最大的購物中心。最近剛完成重建工程，設有地下停車場、美食廣場、Big W、沃爾沃斯、Foodland等大型連鎖商店。

## 學校
夏瀝澳區內共三間學校。夏瀝澳學校位於區內中央位置，於1987年設立。夏瀝澳東小學（Hallett Cove East Primary School）位於北部。夏瀝澳南學校為區內最古老的學校，鄰近夏瀝澳學校。

## 參考文獻

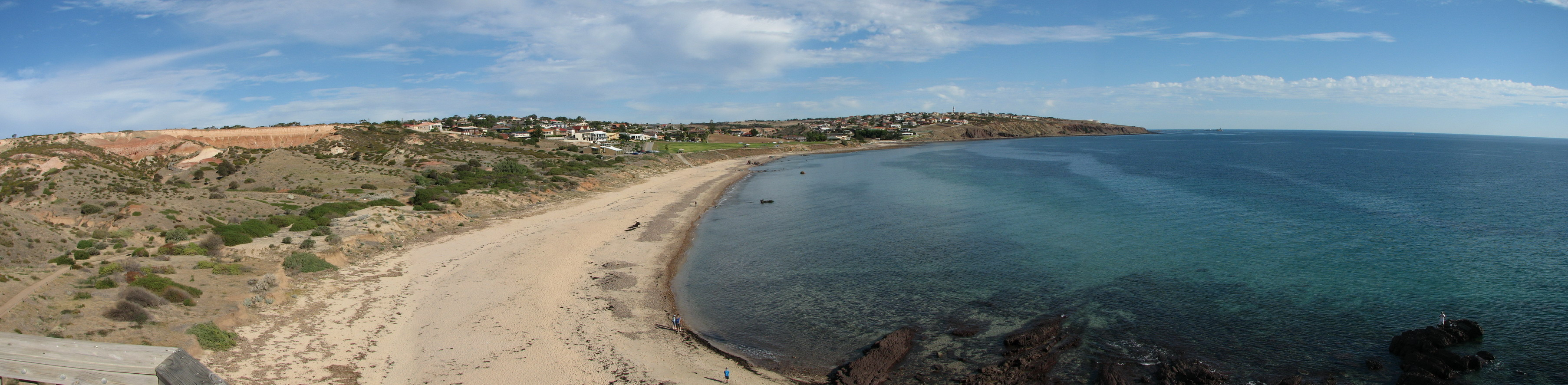
夏瀝澳全景照片，包括夏瀝澳海灘及郊野公園

## 交通
夏瀝澳站位於海灘北面的懸崖頂上，為廣域夏瀝澳提供服務。最初為威龍加線及士丹霍支線（Port Stanvac branch）分叉點。1971年，威龍加線終點站由威龍加縮短至此站，士丹霍支線則成為鐵路主線。1974年，鐵路線延伸至諾阿倫加中心站，改稱諾阿倫加線。為配合諾阿倫加線電氣化以及詩福延線工程，夏瀝澳站在2011年進行翻新工程。
阿德萊德交通提供巴士服務穿過夏瀝澳，直達夏瀝澳商場及夏瀝澳海灘站。